# I Miss You (canción de Miley Cyrus)
«I Miss You» —en español: «Te extraño»— es una canción interpretada por la cantautora y actriz estadounidense Miley Cyrus, que también aparece en los créditos como compositora bajo su nombre de nacimiento Destiny Hope. «I Miss You» es un homenaje al difunto abuelo de Cyrus, Ron Cyrus, quien murió el 28 de febrero de 2006. Le diagnosticaron mesotelioma y, al ver a su abuelo a punto de morir, Cyrus quiso escribirle una canción antes de su muerte. Apareció por primera vez en el tercer episodio de la primera temporada de la serie de Disney Hannah Montana. Fue incluida en el disco doble Hannah Montana 2: Meet Miley Cyrus de 2007. La canción es una balada pop con influencias rock y country.
La canción recibió generalmente críticas positivas de los críticos musicales; algunos comentaron cómo se desvió de su material habitual en ese momento y cuán efectivo fue el mensaje. «I Miss You» apareció en dos listas de Estados Unidos: alcanzó el puesto número nueve en Bubbling Under Hot 100 Singles, una extensión de la lista Billboard Hot 100, y en el número noventa y dos en el desaparecido Pop 100. Cyrus interpretó la canción en guitarra acústica como bis en varias paradas de su primera gira de conciertos como acto principal, el Best of Both Worlds Tour (2007-08).

## Antecedentes

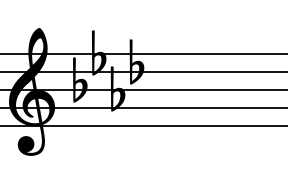
«I Miss You», una canción de pop, está compuesta en una tonalidad de La Bemol mayor.

La cantante tuvo una relación muy estrecha con su abuelo paterno, Ron Cyrus, un legislador demócrata en el estado de Kentucky y servidor público, a quien ella se refería como "Pappy". Él fue diagnosticado con mesotelioma, una rara forma de cáncer que se desarrolla a partir de la mucosa protectora que cubre muchos de los órganos internos del cuerpo, y luchó con la enfermedad durante varios años como resultado de la exposición al asbesto. Cyrus, a continuación, se trasladó de Franklin, Tennessee a Los Ángeles, California, para iniciar su trabajo en la serie original de Disney Channel Hannah Montana. A la vista de su abuelo enfermo de lejos, Cyrus se inspiró para componer «I Miss You». En su libro autobiográfico Miles to Go de 2009, explicó: "Así es como acabé de escribir la canción «I Miss You» para Pappy. Estaba tan enfermo. Yo sabía que se estaba muriendo, y poco a poco la hizo mi corazón. No podía imaginar la vida sin él". Ella coescribió la canción con los amigos de su madre, Wendy Foy Green y Brian Green, y la describió como la canción más difícil de escribir para ella debido a la temática. Cyrus intentó poner fin a la composición de «I Miss You», diciendo a sus compañeros coescritores que no podía soportarlo más.
Sin embargo, Cyrus más tarde deseó volver a escribir, diciendo que "sabía lo que [su] corazón quería decir, y lo que está en [su] corazón encuentra su camino hacia sus dedos". Por otra parte, deseaba que su abuelo pudiera escuchar la canción antes de morir. Aunque Cyrus nunca pudo cantársela, su padre tocó una versión demo de «I Miss You» para Ron cerca del final de su vida. La cantante dijo que le gustaba creer que la canción le dio esperanza a su abuelo, de la misma manera que él le dio y le sigue dando esperanza a ella. A la edad de 70 años, Ron Cyrus murió el 28 de febrero de 2006, dos días antes del estreno de la alfombra roja de Hannah Montana. En el episodio "She's a Supersneak", Cyrus cantó una parte de la canción como Miley Stewart, en la memoria de la difunta madre del personaje. Cyrus luego grabó la canción para su álbum debut, Meet Miley Cyrus. La cantante creía que, a pesar de tener un significado personal para ella, «I Miss You» podría tener una variedad de significados para distintas personas en situaciones divergentes, como mudarse de casa, la pérdida de un padre o la ruptura de una relación romántica.

## Composición
«I Miss You» es una canción pop con una duración de tres minutos con cincuenta y dos segundos. Se trata de una balada que se mantiene en bajo perfil con un estilo acústico. «I Miss You» está influenciada por elementos del género de la música country; sin embargo, tiene un arreglo musical basado en la música rock, apoyándose de manera destacada en un suave rasgueo de guitarra como instrumentación. Escrita en la tonalidad de B♭ mayor pero que se transpone hacia una tonalidad de C mayor al final del puente, «I Miss You» está ajustado en un compás común, con un ritmo de 85 latidos por minuto. La voz baja y ronca de Cyrus abarca una octava, que va desde G3 a B♭4. La canción tiene la siguiente progresión armónica, B♭–Gm7–F–F–Fsus.

## Recepción

### Recepción crítica
«I Miss You» recibió críticas generalmente positivas de los críticos musicales. Heather Phares de Allmusic elogió «I Miss You» y la categorizó como una de las pistas de Meet Miley Cyrus que se parecía mucho a las canciones de Hannah Montana. Andy Webster de The New York Times escribió que «I Miss You» es "lo más triste posible". Andy Spletzer, del Seattle Post-Intelligencer, creía que la canción tenía un nivel de sinceridad que no se encontraba en el resto del repertorio de Cyrus en ese momento. Añadió: "Las canciones se basan más en la guitarra, la vestimenta es más adulta y las letras implican una serie de malos novios — pero se siente como un drama imaginario tomado de la poesía de la escuela secundaria, como si ella estuviera fingiendo ser mayor de lo que es". En una nota similar, Elysa Gardner de USA Today declaró que la canción era la excepción al "fuerte destello y fantasía" que caracterizaba a Cyrus en ese momento. Joseph P. Kahn del Boston Globe mencionó la canción y comentó que las canciones de Cyrus superan gran parte de la música que se reproduce en Radio Disney. Maitland McDonagh de TV Guide creía que la pista era una clara demostración de lo afectuosa que era Cyrus con su abuelo. Kelly Jane Torrance de The Washington Times dijo que «I Miss You» fue un esfuerzo impredecible, que, según ella, fue empático y ejecutado correctamente, por parte de Cyrus.

### Desempeños en listas musicales
En la semana que finalizó el 14 de julio de 2007, «I Miss You» debutó en dos listas de Billboard de Estados Unidos. Entró en el número nueve en la extensión del Billboard Hot 100, en la lista Bubbling Under Hot 100 Singles, y en el número noventa y dos en su única semana en la descontinuada lista Pop 100. La semana siguiente, la canción cayó al número veinticinco en su segunda y última aparición en la lista Bubbling Under Hot 100 Singles.

## Presentaciones en vivo

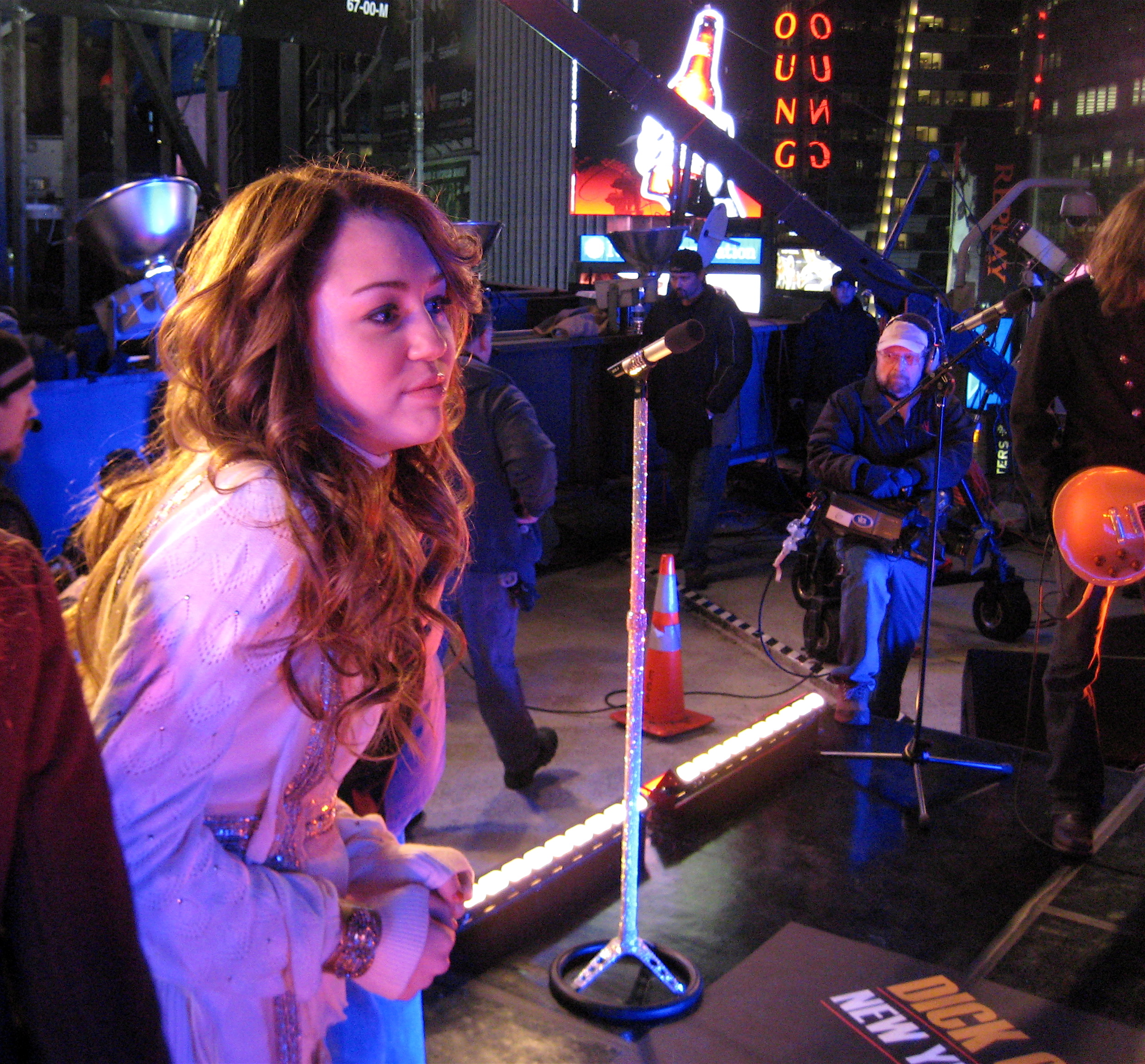
Miley intenta mantenerse cálida 5 minutos antes de la presentación, en el tour "Best of Both Worlds".

Cyrus interpretó «I Miss You» como encore en fechas esporádicas de su primera gira como artista principal, en el Best of Both Worlds Tour, que se extendió desde octubre de 2007 hasta enero de 2008. La película de concierto de la gira utiliza la actuación dentro del set, aunque no fue realizado como tal. En la actuación, Cyrus estaba vestido con una camiseta sin mangas blanca, un cárdigan azul y pantalones de mezclilla, y suela en el escenario. Se sentó en un taburete que se encontraba hacia el final de la pista, tocando con una guitarra acústica, mientras imágenes y filmaciones caseras de Ron Cyrus aparecían en las pantallas. Chris William de Entertainment Weekly asistió al concierto del 8 de noviembre de 2007 en el San Diego Sports Arena en San Diego, California, y escribió: "Así que fue especialmente dulce cuando, para el encore, se deshizo de los bailarines y potenciadores y tocó una guitarra acústica en «I Miss You», dándole una serenata vulnerable a su difunto abuelo y, por una vez, realmente luciendo y sonando como [de] 14 [años]. No todos se dieron cuenta porque, cuando terminó, la mitad de los asientos estaban vacíos". Alison Bonaguro Dressed del Chicago Tribune afirmó que, a pesar de su simplicidad, la actuación del 8 de diciembre de 2007 en el Allstate Arena en Rosemont, Illinois, se sintió como si fuera la producción más grande de todas. Con una camisa gris y pantalones negros, Cyrus interpretó la canción, junto con «Ready, Set, Don't Go» y «The Best of Both Worlds», en The Oprah Winfrey Show el 20 de diciembre de 2007, mientras una pantalla mostraba un fondo azul claro. El 5 de octubre de 2013, Cyrus y la comediante Vanessa Bayer cantaron un fragmento de «I Miss You» en un sketch de Saturday Night Live.

## Posicionamiento en listas
| País (Lista 2007)                       | Mejor posición | Ref    |
| --------------------------------------- | -------------- | ------ |
| Estados Unidos (Bubbling Under Hot 100) | 9              | [ 17 ] |
| Estados Unidos (Pop 100)                | 92             | [ 18 ] |

## Certificaciones
| País (Organismo certificador) | Certificaciones | Ventas certificadas | Ref.   |
| ----------------------------- | --------------- | ------------------- | ------ |
| Estados Unidos (RIAA)         | Oro             | 500 000             | [ 23 ] |